# Pieter Anthonisz. Overtwater

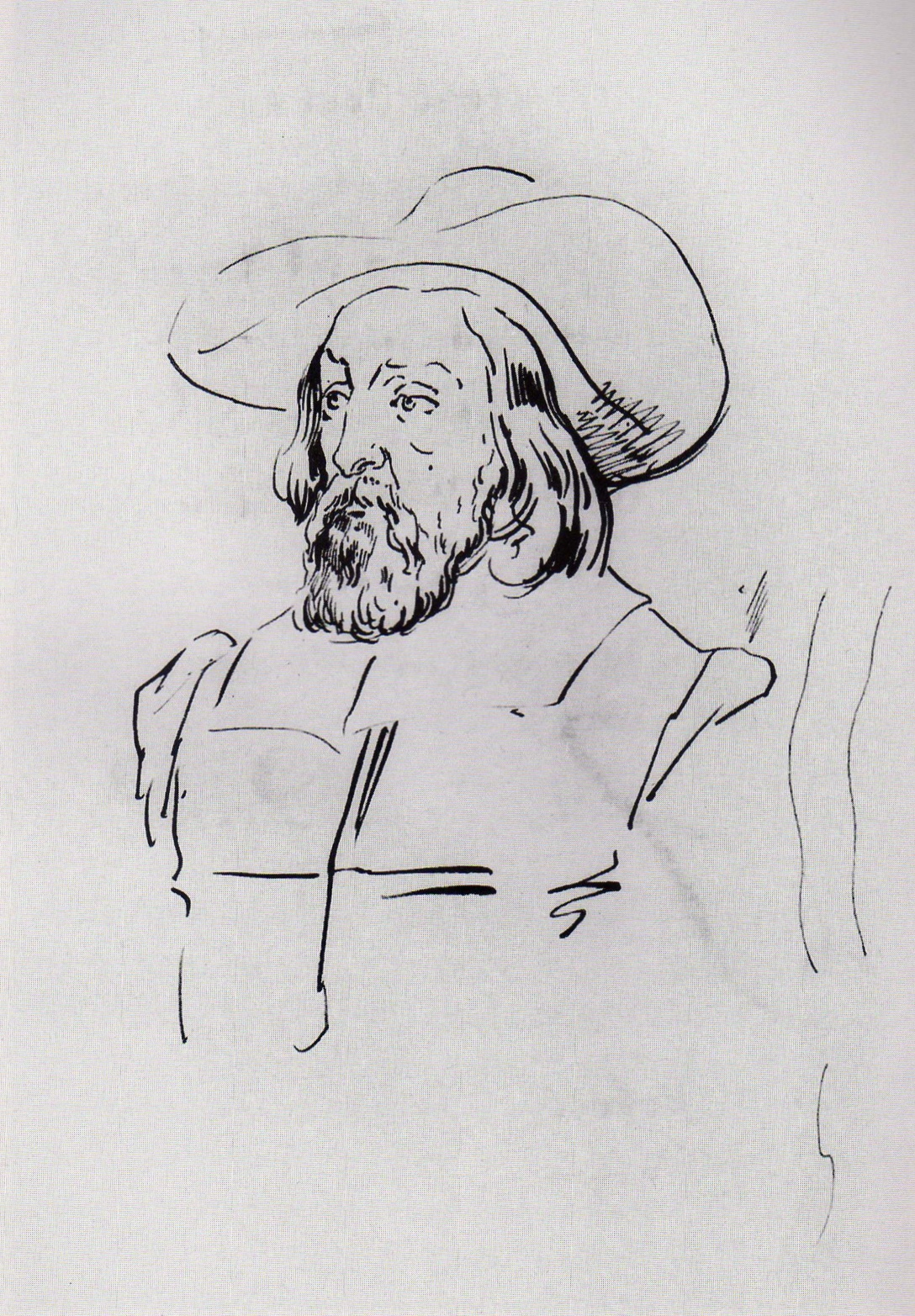
Pieter Overtwater

Pieter Anthonisz. Overtwater of over 't Water (Hoorn, circa 1610 - Batavia, 28 april 1682) was een lid van de raad van Indië van de VOC. Hij heeft gewerkt in verschillende delen van het Nederlandse koloniale rijk, met name in zuidelijk Azië en zuidelijk Afrika. 

## Biografie
Overtwater was aanvankelijk conrector op een school en had geen ervaring met handel. In 1640 nam hij dienst bij de Vereenigde Oostindische Compagnie (VOC). Later werd hij te Batavia benoemd als raad van justitie.
Van 1642 tot 1643 was Overtwater opperhoofd in Desjima in Japan. In januari 1643 ondernam hij een hofreis naar Edo. Hij onderhandelde samen met Jan van Elseracq over de vrijlating van de tien gevangenen, de zogenaamde Nambu-affaire. Overtwater deed een voorstel een nieuwe factorij te openen in het noorden van Japan, maar de Japanse vertaler weigerde het te vertalen. De Japanners daarentegen waren geïnteresseerd in de werking van het mortier, maar Overtwater was niet erg behulpzaam uitleg te geven. In november 1644 werd hij voor een 2e periode opperhoofd van dejima, tot november 1645.
Van juli 1646 tot 1649 was Overtwater gouverneur van Formosa (Taiwan). Hij en Dirck Snoucq werden bekritiseerd door dominee Daniël Gravius vanwege hun schraapzuchtigheid en handelspraktijken.
Van 1650 tot 1663 verbleef Overtwater in zijn geboorteplaats Hoorn en was mogelijk ook gestationeerd op Ceylon (Sri Lanka). 
Vervolgens duikt Overtwater op in de Kaapkolonie (Zuid-Afrika), waar hij in 1666 een voorstel deed kinderen van slaven, afkomstig van de kust van Malabar (India), Christelijk te dopen.
In 1672 werd hij raad van Justitie. In een brief, afkomstig van Otto Hinlopen, werd hij op de hoogte gehouden van de ontwikkelingen in Hoorn en de moord op de gebroeders De Witt. In 1677 of op 12 april 1679 werd Overtwater, samen met Pieter van Hoorn, door Joan Maetsuycker ontslagen als buitengewoon lid van de Raad van Indië te Batavia, op beschuldiging van corruptie (oneerlijke handel).
Pieter Overtwater overleed op Java in 1682, op circa 62-jarige leeftijd. 